# James Last op klompen
James Last op klompen is een muziekalbum alleen voor de Nederlandse markt van James Last en zijn orkest. Het 23e album van deze muziekleider bevat een medley in acht hoofdtracks met puur Nederlandse volksliedjes. Destijds werd er al meesmuilend gedacht over de muziek van James Last, terwijl tegelijkertijd de verkopen goed tot zeer goed waren. Dit album met Nederlandse volksmuziek hield het tien weken uit in de Hilversum 3 LP Top 10, waarvan zeven weken op de eerste plaats. Het had de eer de eerste nummer 1 te zijn in die lijst die op 28 juni 1969 voor het eerst werd gepubliceerd. In die zeven weken nam Elvis Presley de eerste plaats over met Elvis sings flaming star. In 1985 verscheen het album (al) op compact disc.
Kant 1 werd in zijn geheel overgenomen voor een uitgave van Boek en Plaat James Last swingt op klompen.

## Muziek
| Nr. | Titel | liedjes | Duur |
| --- | ----- | --- | ---- |
| 1.  | A1    | 1.Hoog op de gele wagen 2.Een karretje op de zandweg reed 3. De paden op, de lanen in 4.Hela, gij bloempjes                    | 4:10 |
| 2.  | A2    | 1.In ’t groene dal in ’t stille dal 2.Langs berg en dal klinkt hoorngeschal (De waldhoorn) 3.’t Zonnetje gaat van ons scheiden | 5:07 |
| 3.  | A3    | 1.Moeke, d'r staait 'n vrijer bie de deur 2.Catootje 3.Daar kwam ene boer van Zwitserland 4.In Holland staat een huis          | 3:30 |
| 4.  | A4    | 1.Vier weverkens 2.Hoe zachtkens glijdt ons bootje 3.Knaapje zag een roosje staan (Sah ein Knab' ein Röslein steh'n)           | 5:13 |

| Nr. | Titel | liedjes | Duur |
| --- | ----- | --- | ---- |
| 1.  | B1    | 1.Door de bossen door de heide (Auf der Lüneburger Heide) 2.Limburg mijn vaderland (Waar in 't bronsgroen eikenhout) 3.De bloempjes gingen slapen 4.Op de grote stille heide | 4:54 |
| 2.  | B2    | 1.’n Boer wol noar sien noaber tou 2.Het kwezelken 3.Daar was laatst een meisje loos 4.Wel Annemarieke                                                                       | 4:46 |
| 3.  | B3    | 1.Des winters als het regent 2.Wie rusten wil in ’t groene woud 3.Roodborstje tikt tegen het raam                                                                            | 3:27 |
| 4.  | B4    | 1.De wielewaal 2.De uil zat in de olme 3.Een vreemde arme snuiter | 2:45 |